# Jarzynny Kierz
Jarzynny Kierz (prononciation : [jaˈʐɨnnɨ ˈkʲɛʂ]) est un village polonais de la gmina de Chorzele dans le powiat de Przasnysz de la voïvodie de Mazovie dans le centre-est de la Pologne.
Il se situe à environ 13 kilomètres à l'ouest de Chorzele (siège de la gmina), 32 kilomètres au nord de Przasnysz (siège du powiat) et à 120 kilomètres au nord de Varsovie (capitale de la Pologne).
Le village compte approximativement une population de 20 habitants en 2006.

## Histoire
De 1975 à 1998, le village appartenait administrativement à la voïvodie d'Ostrołęka.